# There Must Be More to Life Than This
〈There Must Be More to Life Than This〉는 1985년 4월 29일 컬럼비아 레코드가 발표한 퀸의 리드 싱어 프레디 머큐리의 데뷔 솔로 음반 《Mr. Bad Guy》의 여덟 번째 곡이다.
이 곡은 원래 퀸이 1982년 발표한 《Hot Space》로 녹음한 곡이지만, 음반의 최종 버전은 만들지 못했다. 이전에 머큐리와 마이클 잭슨의 듀엣으로 녹음되었으며, 두 곡의 다른 곡인 〈State of Shock〉(믹 재거와 함께 더 잭슨스의 버전으로 재작업)과 《Victory》(미공개 상태로 남아있다)가 수록되었다.